# Aubeterre
Aubeterre ist eine französische Gemeinde mit 391 Einwohnern (Stand: 1. Januar 2022) im Département Aube in der Region Grand Est; sie gehört zum Arrondissement Troyes und zum Kanton Arcis-sur-Aube. Die Einwohner werden Aubeterriens genannt.

## Geografie
Aubeterre liegt etwa elf Kilometer nordnordöstlich von Troyes. Umgeben wird Aubeterre von den Nachbargemeinden Montsuzain im Norden und Nordosten, Charmont-sous-Barbuise im Osten und Südosten, Feuges im Süden, Mergey im Südwesten sowie Chapelle-Vallon im Westen und Nordwesten.

## Bevölkerungsentwicklung
| Jahr                      | 1962 | 1968 | 1975 | 1982 | 1990 | 1999 | 2006 | 2011 | 2016 |
| Einwohner                 | 116  | 111  | 110  | 113  | 177  | 167  | 212  | 274  | 344  |
| Quelle: Cassini und INSEE |      |      |      |      |      |      |      |      |      |

## Sehenswürdigkeiten
- Kirche La Purification-de-la-Vierge aus dem 12. Jahrhundert

## Weblinks

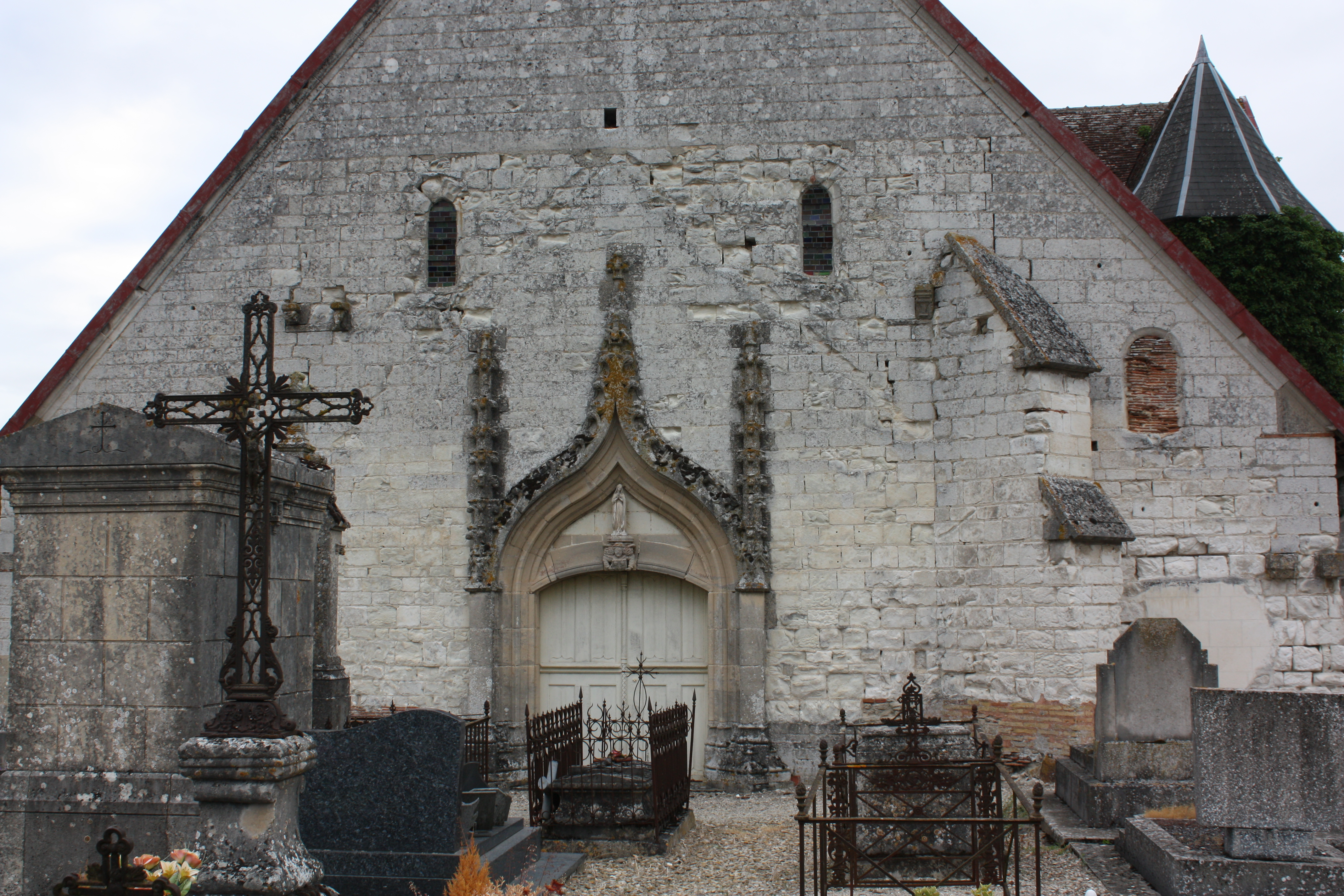
Kirche La Purification-de-la-Vierge